# Бетафит
Бетафит ((Ca,U)2-m(Nb,Ta,Ti)2O6(O,F)1-n·H2O или (Ca,U)2(Ti,Nb,Ta)2O6(OH)) — минерал класса окислов, группы пирохлора, назван по месту первоначальной находки Бетафо на Мадагаскаре.
Синонимы: Бломстрандит, менделеевит, альсвортит
Разновидности: Иттробетафит, титанбетафит

## Свойства минералов

### Структура и морфология кристаллов

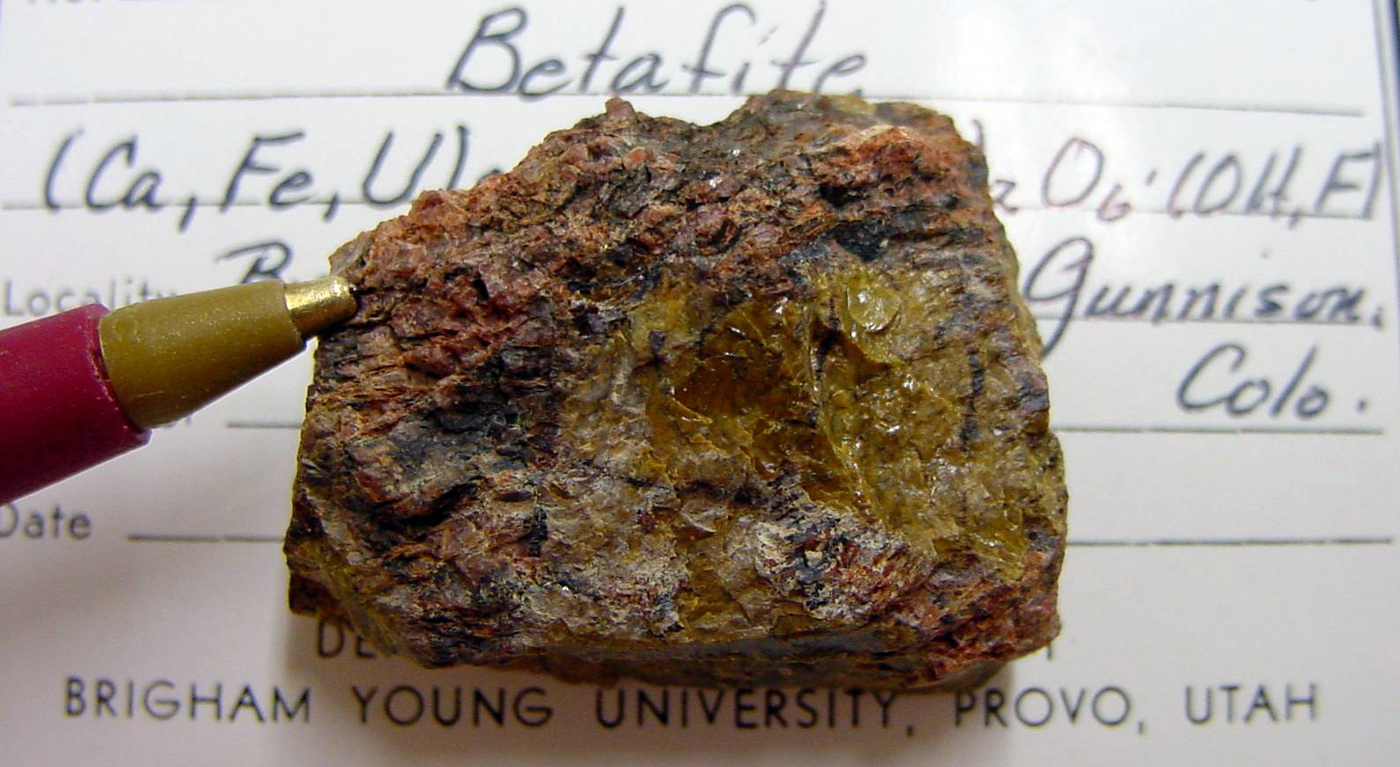
Бетафит, Ганнисон, Колорадо

Кубическая сингония. Рентгеноаморфен (метамиктен). После прокалывания преобладает пирохлоровая фаза с параметром ячейки 1,057—1,037 нм.
Кристаллы октаэдрического облика (подобны кристаллам пирохлора и микролита), реже додекаэдрического, а также тетрагонтриоктаэдрического облика. Нередко кристаллы имеют неправильное развитие: существенно уплощены по (110) (развиваются на пластинках слюды) или удлинены вдоль одной из осей 4-го или 3-го порядка; редко уплощены по (100). Обычны взаимно-параллельные сростки кристаллов. Двойники не наблюдались.

### Физические свойства

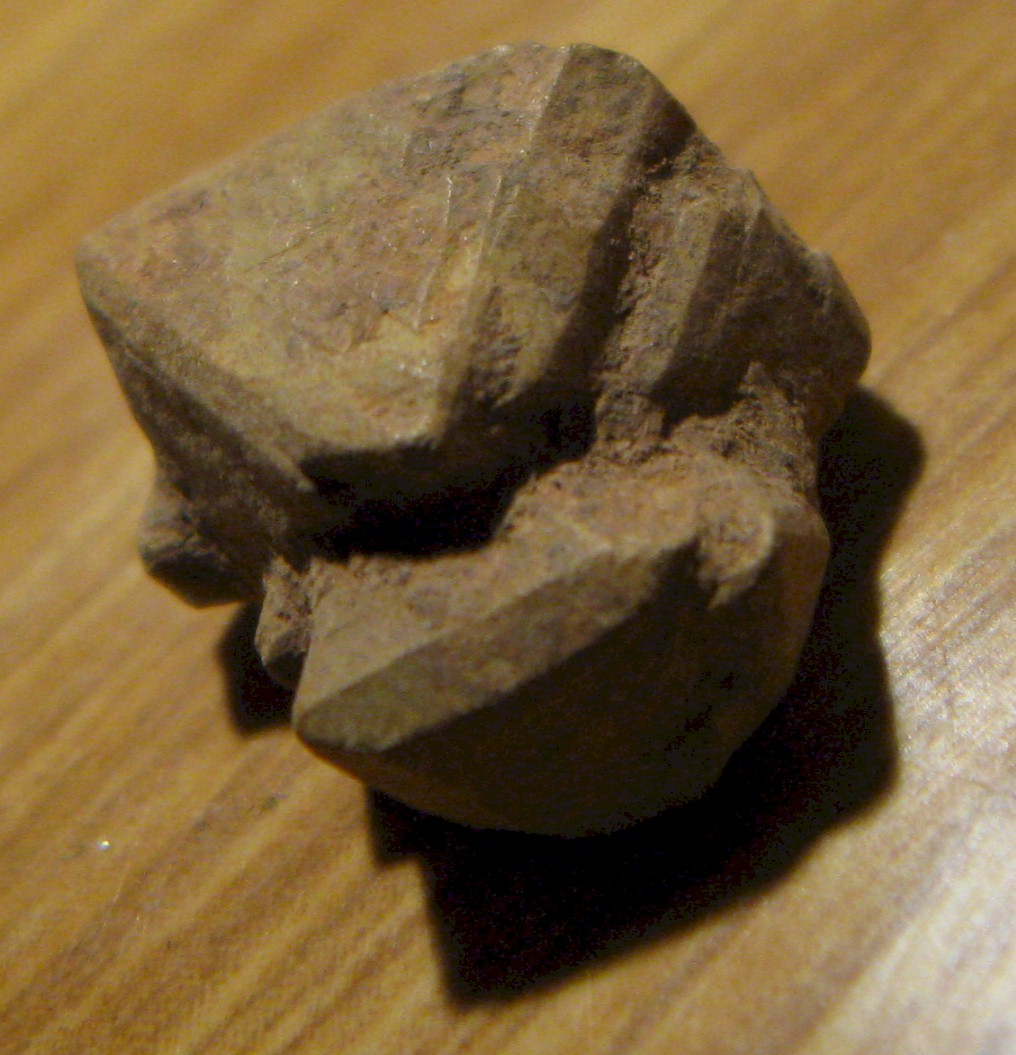
Бетафит, Мадагаскар

Спайность отсутствует. Хрупок. Излом неровный до раковистого. Твердость 4—5. Микротвердость 350—490 кГ/мм2 (при нагрузке 50 г.), по Лебедевой, 313—676 кГ/мм2 (при нагрузке 100 г.), по Вэйну; отмечается неодинаковая микротвердость различных участков одного и того же кристалла. Удельный вес 3,7—5, варьирует в соответствии с различиями состава, зависит от степени метамиктности и гидратации. Цвет бурый, зеленовато-бурый, желтый, зеленый, темно-бурый, серовато-черный до черного, очень часто окрашен неравномерно. Черта красновато-бурая. Блеск жирный до стекленного, также восковой. Часто наружные части кристаллов матовые, покрыты серовато-желтыми порошковатыми продуктами изменения. Просвечивает или непрозрачен (темно-окрашенный).
Очень сильно радиоактивен; иногда радиоактивность по-разному проявляется в отдельных участках кристаллов. Диэлектрическая постоянная  4,66—5,86. рН суспензии 7,0—7,3. Флотируется олеиновой кислотой. В инфракрасном спектре поглощения установлены четкие полосы в области 1250 и широкая в области 2380—3570 см-1.

### Микроскопическая характеристика
В шлифах в проходящем свете светло-желтый до почти бесцветного, также бурый. Изотропен. Показатель преломления от 2,10 до 1,89 и ниже; значительно понижен у гидратированных растений. В шлифах в отраженном свете серый, с буроватым оттенком. Отражающая способность вишневогорского бетафита около 13%.

### Химический состав
Состав в общем отвечает общей формуле минералов группе пирохлора (A2B2O6X). Повышена роль Ti, а также U, в большинстве случаев отличается высоким содержанием H2O. Характерна часто наблюдающаяся неоднородность метамиктного бетафита. Среди элементов группы B существенна роль Ti и Nb; Ti составляет 30% и более от суммы Nb + Ta + Ti ( содержание TiO2 колеблется в пределах 12 – 20%), еще больше Ti(>70% Ti от суммы Nb +Ta + Ti) и титанбетафитах; Ta обычно содержатся в небольшом количестве, в минерале с Мадагаскара указывается 28% Ta2O5, в минерале с Китая – 19,88% Ta2O5. Содержание Fe относительно высоко. Zr, очевидно, в большинстве случаев не определялся, в некоторых бетафитах отмечен в виде следов или долей процента, только в бетафите из карбонатитов Карелии указывается свыше 9% ZrO2.
Из элементов входящих в группу А, наибольшее значение имеют U и Ca, соотношение которых варьирует в значительных пределах. В составе большинства  бетафитов TR существенной роли не играют; содержание TR2O3 обычно не превышает нескольких процентов, лишь в иттробетафите содержание TR повышено. Характерно чрезвычайно низкое содержание Na (обычно менее 1% Na2O).

## Нахождение
Кристаллы, обычно мелкие, иногда до 15 см и более, также округлые зерна и крупные выделения весом более 6 кг.
Имеет ограниченное распространение, встречается в пегматитах и в карбонатах
Характерен для амазонитовых пегматитов Мадагаскара; сопровождается эвксенитом, малаконом и др. В России встречен в гранитных пегматитах Прибайкалья в ассоциации с ортитом, цирконитом, магнетитом и др; иттробетафит наблюдался в пегматитах Карелии, содержащих также обручевит, циртолит, ксенотим, монацит и др. В небольшом количестве бетафит встречен и в Вишневых горах (Челябинская область) в кварцево-полевошпатовых гранитных пегматитах экзоконтактов миаскитов, реже в биотито-полевошпатовых и канкринитовых участках нефелиновых пегматитов в парагенезисе с цирконом и магнетитом. Как акцессорный минерал наблюдался и в пегматитах Ильменских гор (Челябинская область) в ассоциации с апатитом и редкими монацитом, малаконом, торитом, чевкинитом. В Канаде, в округе Халибёртон содержится в карбонатитах в ассоциации с флюоритом, апатитом, наблюдается и в карбонатитах других мест Канады, реже в зональных пегматитах.

## Разновидности
Иттробетафит – со значительным содержания иттрия, гадолиния и других элементов редких земель. Впервые обнаружен в пегматитовой жиле Алакуртти в Карелии (Россия) в тесной ассоциации с обручевитом. Метамиктный. Цвет зеленоватый. Блеск матовый. 
Титанбетафит – обогащенный титаном бетафит из пегматитовой жилы Танген около Крагерё (Норвегия). Метамиктен. Цвет черный. Блеск сильный, стеклянный или матовый. После прокалывания образцов a0 1,034-1,038 нм.